# Марія Відебек
Марія Відебек (швед. Maria Widebeck, повне ім'я Maria Cecilia Widebeck; 1858 —1929) — шведська художниця по текстилю і ілюстратор.

## Життєпис
Народилася 1 березня 1858 в Стренгнесі, в багатодітній родині священика Семюеля Уайдбека і його дружини Кароліни Ульріки, уродженої Екмарк.
З 1880 по 1885 рік Марія вивчала декоративно-прикладне мистецтво в стокгольмському коледжі Констфак. Там вона познайомилася з однокурсницею Карін Вестберг, яка стала її другом на все життя. Разом вони заснували текстильну компанію Widebeck och Wästbeck (випускала продукцію з логотипом WW).
З 1887 року вона працювала дизайнером в асоціації Handarbetets vänner. Завдяки отриманому гранту, разом з Карін Вестберг в 1891 році здійснила поїздку до Британії, де перебувала протягом трьох місяців. Марія і Карін проявили особливий інтерес до роботи текстильного дизайнера Вільяма Морріса, згодом перейнявши його підхід до декоративно-прикладного мистецтва, продовживши працювати в Швеції. Уже в кінці 1880-х років співпраця з Вестберг призвела до отримання призів на різних виставках, включаючи другий приз за скляний графин для води в 1886 році і перший приз за вітраж в 1890 році.
Роботи Вестберг та Відебек були представлені на багатьох виставках, включаючи виставку Шведського товариства ремесел в 1892 році, Художньо-промислову виставку в 1897 році, виставку асоціації шведських художників в 1898 році, виставку Північного музею в 1902 році (все — в Стокгольмі); а також інші виставки в Гетеборзі і в Мальме.
У 1905 році Відебек була призначена директором музею і архівів асоціації Handarbetets vänner. Крім текстильного дизайну, вона працювала зі склом, оформляла елементи меблів. Про неї, як ілюстратора, свідчать близько 4000 малюнків фамільних гербів, що містяться в книзі Карла Клінгспора «Sveriges ridderskaps och adels vapenbok».
Померла 5 травня 1929 року в Стокгольмі, була похована на старому міському кладовищі Gamla kyrkogården.
Роботи Марії Відебек знаходяться в Скандинавському музеї, Музеї армії, Халльвюльскому музеї і музеї Сьормланда.